# بورس تل‌آویو

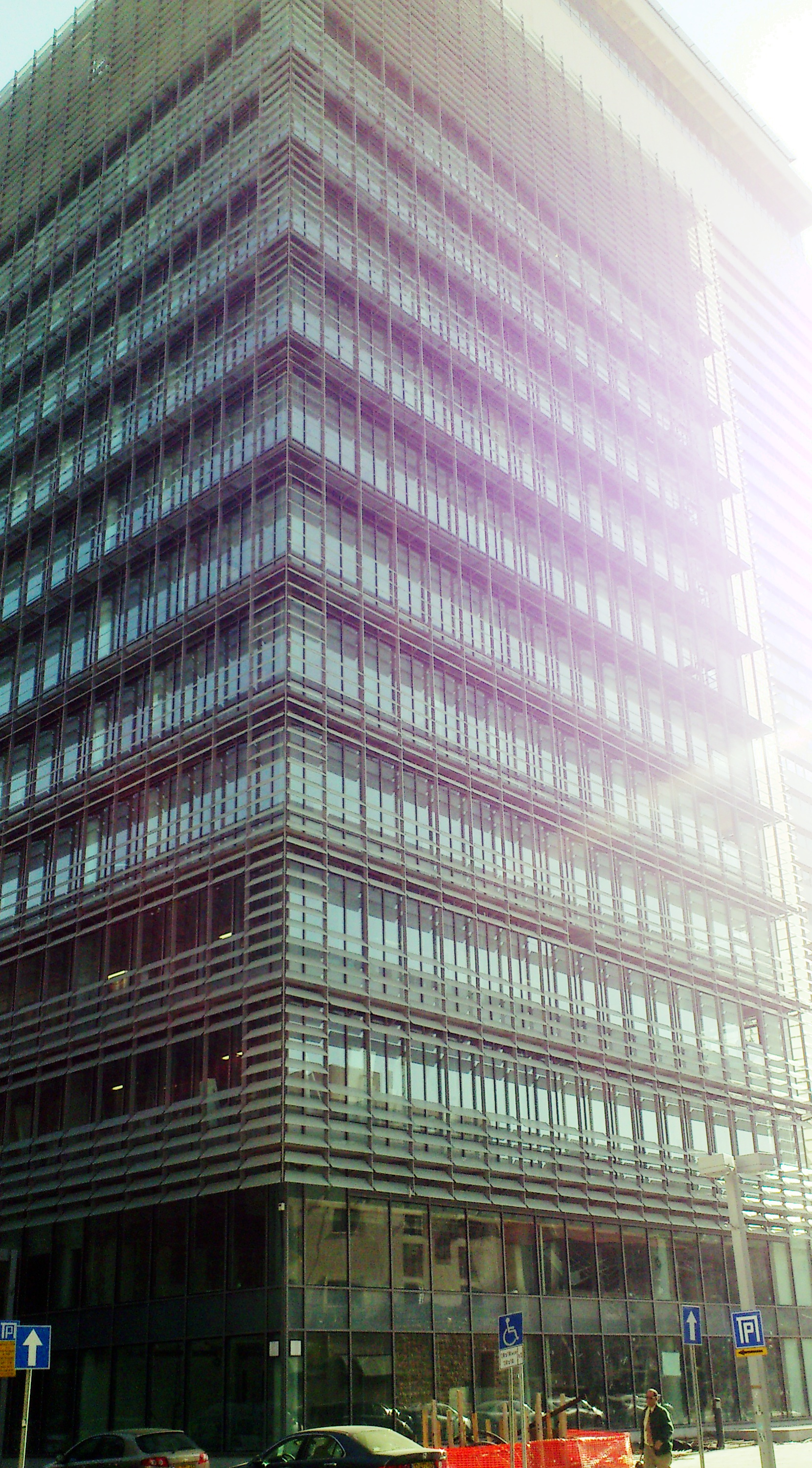
ساختمان محل برگزاری بورس تل‌آویو

بورس تل‌آویو (به عبری: הבורסה לניירות ערך בתל אביב) بازار بورس اوراق بهادار اسرائیل مستقر در تل‌آویو است، که در سال ۱۹۳۵ توسط بانک لومی تأسیس شد. در سال ۱۹۵۳ فعالیتش را در تل آویو آغاز کرد و در سال ۱۹۸۳ محل برگزاری بازار بورس تل‌آویو به مکان فعلی منتقل شد.
بازار بورس تل‌آویو هم‌اکنون تنها بازار دادوستد اوراق بهادار مستقر در اسرائیل است، که نقش اصلی را در اقتصاد اسرائیل بازی می‌کند.
در سال ۲۰۱۳ شمار شرکت‌های فعال در بازار بورس تل آویو ۶۲۲ شرکت اعلام شد، که از این تعداد، بیش از ۶۰ شرکت سهامشان در بازارهای بورس سایر کشورها نیز معامله می‌شود.